# Богородчанський повіт
Богородчанський повіт — історична адміністративна одиниця на українських землях, що входила до складу Австро-Угорщини, Західно-Української Народної республіки, УНР і Польщі.

## Австрійська імперія, Австро-Угорщина
Богородчанський повіт утворений у 1854 р. У 1867 р. до Богородчанського повіту з 18 громад (ґмін) приєднано Солотвинський з 24 громад (гмін). Однак поділ судових органів у вигляді двох окремих адміністрацій зберігався попереднім.
На 1910 р. повіт поділявся адміністративно на 39 громад, земельно — на 34 кадастральні гміни та займав площу 893 км². Населення повіту становило: на 1900 р.— 61 665 осіб, на 1910 р. — 69 463 особи. Українці-грекокатолики становили 82 % населення повіту (1907).

### Посли до Галицького сейму
По округу № 29 IV курії (до 1867 р. включав Богородчанський і Солотвинський повіти, надалі збігався з укрупненим Богородчанським повітом) послами (в сучасному значенні — депутатами) до Галицького сейму були: 
- 1861-1867 рр. — Антін Могильницький;
- 1867-1869 рр. — Іван Чачковський;
- 1870-1876 рр. — Олексій Заклинський;
- 1877-1885 рр. — Александер Лукасевич;
- 1885-1889 рр. — Корнель Штрассер;
- 1889-1895 рр. — Олексій Барабаш;
- 1895-1901 рр. — Михайло Кульчицький;
- 1901-1907 рр. — Олексій Барабаш;
- 1907-1913 рр. — Богдан Криницький;
- 1913-1914 рр. — Михайло Новаківський.

## У складіЗУНР
У листопаді 1918 р. проведені вибори до органів влади ЗУНР. Повіт входив до Станиславівської військової округи Станиславівської військової області ЗУНР. Повітовим комісаром був начальник суду Лев Ткачук, після нього — д-р Осип Охримович. Делегатом до УНРади обраний Дмитро Паневник. Наприкінці травня 1919 року внаслідок наступу прибулої з Франції Армії Галлера при синхронному ударі в спину румунських військ повіт був окупований поляками, а частини УГА Гірська бригада УГА і група «Глибока» були відрізані та змушені перейти через Карпати на Закарпаття, де були інтерновані.

## Під польською окупацією
Включений до складу Станиславівського воєводства Польської республіки після утворення воєводства у 1920 році на окупованих землях ЗУНР. До складу повіту входило 46 поселень (з них 1 місто, 36 сільських гмін і 7 фільварків) зі 12 467 житловими будинками. Адміністративним центром повіту було місто Богородчани, а загальна чисельність населення повіту складала 56 845 осіб (за даними перепису населення 1921 року), з них 49 928 — греко-католики, 2 984 — римо-католики, 3 132 — юдеї, 801 — інших визнань. Площа повіту — 893 км².

### Зміни адміністративного поділу
Повіт поділявся на самоврядні громади ґміни, які були утворені в 1867 р. під час адміністративної реформи.
Розпорядженням Ради міністрів 30 травня 1931 року села Майдан і Присліп передані з Калуського повіту до Богородчанського.
1 квітня 1932 року повіт ліквідовано, а його територію розділено між Надвірнянським і Станиславівським повітами.

#### Міста (Міські ґміни)
- містечко Богородчани — місто з 1934 р.

#### Сільські ґміни
Кількість:
- 1920—1923 рр. — 36
- 1923—1925 рр. — 35
- 1925—1931 рр. — 34
- 1931—1932 рр. — 36.

1. Битків — у складі повіту з 1920 до 01.04.1923. Передано до Надвірнянського повіту
2. Молотків (Молодків) — в складі повіту з 1920 до 01.07.1925. Передано до Надвірнянського повіту.

Передані до Надвірнянського повіту після ліквідації:
1. Бабче
2. Боґрувка (Богрівка)
3. Дзвіняч
4. Ґрабовєц
5. Журакі
6. Зажече (Заріччя)
7. Космач
8. Кричка
9. Кживєц (Кривець)
10. Майдан — ґміна приєднана 02.05.1931 з Калуського повіту
11. Манастерчани (Монастирчани)
12. Манява
13. Маркова
14. Пороги
15. Пжислуп (Присліп)— ґміна приєднана 02.05.1931 з Калуського повіту
16. Раковєц (Раковець)
17. Росульна (Росільна)
18. м. Солотвіна
19. Старуня
20. Яблонка (Яблунька)

Передані до Станіславського повіту після ліквідації:
1. Богородчани Старе (Старі Богородчани)
2. Ґлембокє (Глибока)
3. Глєбувка (Глибівка)
4. Горохоліна
5. Гринювка (Гринівка)
6. Іванікувка (Іваниківка)
7. Ляховце
8. Лесювка (Лесівка)
9. Лисєц (Лисець)
10. Лисєц Стари (Старий Лисець)
11. Нєвошин (Новошин)
12. Похувка (Похівка)
13. Посєч (Посіч)
14. Садзава (Саджава)
15. Стебнік (Стебник)
16. Хмєлювка (Хмелівка)

* Виділено міста та містечка, що були у складі сільських ґмін та не мали міських прав.

### Староста
- Юзеф Новак

## Сучасність
Нині на території Богородчанського повіту розташована адміністративна одиниця Івано-Франківської області — Богородчанський район.